# Sara Becker
Sara Becker   (Santiago de Xile, 30 de desembre de 2002) és una actriu xilena. En 2023 es va convertir en la primera actriu d'aquest país a ser nominada als Premis Goya.

## Biografia
De nena, Becker va participar en els tallers d'actuació de Moira Miller. El 2013, amb 11 anys, es va unir a la producció televisiva de TVN, El regreso, en la que dona vida a Sofía Alcántara, la filla gran de Diego Alcántara i Victoria Mondragón.
A l'any següent es va unir a la producció vespertina, El amor lo manejo yo, en la que comparteix papers amb Borja Velasco.
En 2023 es va convertir en la primera actriu xilena nominada als Premis Goya per la pel·lícula La contadora de películas.

## Filmografia

### Telesèries
| Telesèries | Telesèries           | Telesèries      | Telesèries |
| Any        | Telesèrie            | Rol             | Canal      |
| ---------- | -------------------- | --------------- | ---------- |
| 2013       | El Regreso           | Sofía Alcántara | TVN        |
| 2014       | El amor lo manejo yo | Sara Medina     | TVN        |
| 2017       | La Colombiana        | Danae Rivas     | TVN        |

### Sèries
| Sèries | Sèries                                 | Sèries         | Sèries |
| Any    | Sèrie                                  | Rol            | Canal  |
| ------ | -------------------------------------- | -------------- | ------ |
| 2018   | La Cacería: Las Niñas de Alto Hospicio | Paulina        | Mega   |
| 2021   | No nos quieren ver                     | Catalina Pérez | Mega   |
| 2023   | Juego de ilusiones                     | Penelope       | Mega   |

### Cinema
- Princesita (2018)
- La contadora de películas' (2023)

## Premis i nominacions

### Premio Goya
| Any  | Categoria               | Pel·lícula                | Resultat | Ref. |
| ---- | ----------------------- | ------------------------- | -------- | ---- |
| 2024 | Millor actriu revelació | La contadora de películas | Pendent  |      |